# SMS Gneisenau (1880)
El SMS Gneisenau fue una corbeta de la clase Bismarck de tres mástiles, complementado con propulsión a vapor y que perteneció a la Marina Imperial alemana. Su construcción se inició en 1877 y entró en servicio en 1879. En el año 1900 se hundió frente a las costas de Málaga (España) debido a un temporal, falleciendo 41 marineros alemanes y 12 malagueños que se echaron al mar a intentar rescatar a la tripulación del buque accidentado.

## Datos técnicos

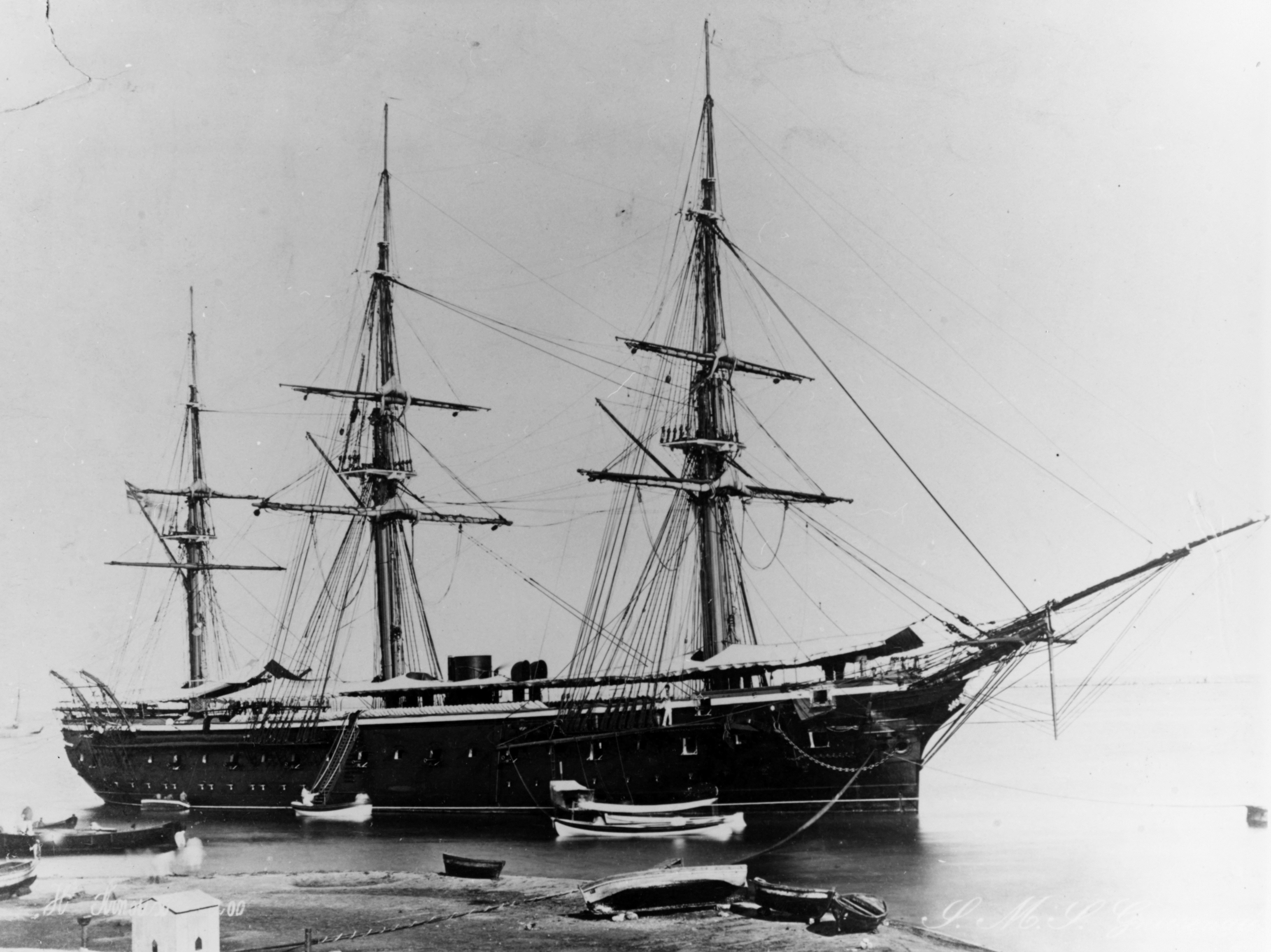
El SMS Gneisenau fotografiado entre 1880 y 1890.

Los seis buques de la Bismarck fueron ordenados a comienzos de la década de 1870 como apoyo a la flota alemana de cruceros, que en aquellos momentos contaba con varios buques que superaban la veintena de años. El Gneisenau y sus gemelos fueron encargados con la intención de que se encargaran de las patrullas de las aguas coloniales del imperio alemán, así como de proteger los intereses económicos alemanes alrededor del mundo.
El Gneisenau tenía una eslora máxima de 82 metros, con una manga de 13,7 m y un calado de 5,2 m a proa. Desplazaba 2.994 t. a plena carga. La tripulación del buque constaba de 18 oficiales y 386 tripulantes. Su propulsión corría a carga de una  máquina de vapor marina que accionaba una hélice de dos palas, con el vapor proveniente de cuatro calderas acuatubulares, que le proporcionaban una velocidad máxima  13,8 nudos (25,6 km/h; 15,9 mph) a 2866 hp (2,827 ihp). Su autonomía era de 2380 millas náuticas (4410 km; 2740 mi) a una velocidad de 12 nudos (22 km/h; 14 mph). En el momento de su construcción disponía de un aparejo completo, que posteriormente fue reducido.
El Gneisenau disponía de una batería de catorce cañones de tiro rápido de 150 mm/22 calibres y dos de 88 mm/30 calibres. También portaba seis cañones de revólver Hotchkiss de 37 mm.

## Historial

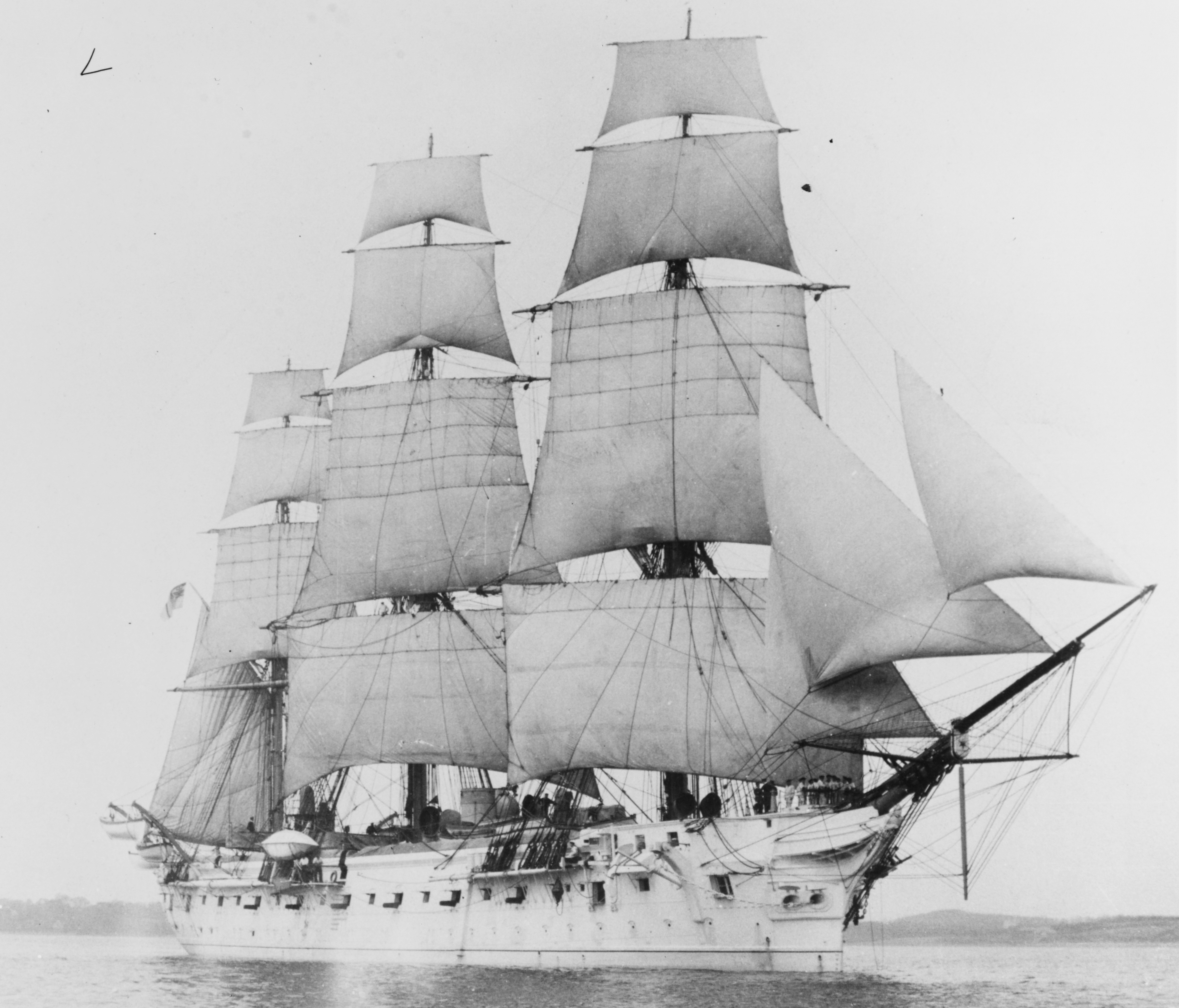
El SMS Gneisenau fotografiado en 1899.

La fragata Gneisenau, a las órdenes del comandante Kretschmann, se encontraba fondeada fuera del puerto de Málaga a la espera de recoger a un diplomático de su país para una misión en Marruecos. Las autoridades de Marina recomendaron el 15 de diciembre de 1900 al capitán del buque la conveniencia de atracar en el interior del puerto debido a la inminente llegada de un fuerte temporal de Levante, petición que fue ignorada.
La mañana del 16 de diciembre de 1900, el Gneisenau rompió los cabos de sus anclas y se hundió a causa del fortísimo temporal. En el incidente murieron 41 personas entre tripulación y malagueños (de los cuales fallecieron 12) que al enterarse del accidente acudieron a socorrer a los alemanes. De entre los fallecidos de la tripulación cabe destacar al comandante y al primer oficial. Este hecho le valió a Málaga el título de Muy Hospitalaria, que figura en su escudo. Por tal gesto, y tras conocerse en Alemania las consecuencias de la riada de 1907 en Málaga, este país donó a la ciudad un puente, el "Puente de Santo Domingo", al que se le conoce  popularmente como Puente de los Alemanes.

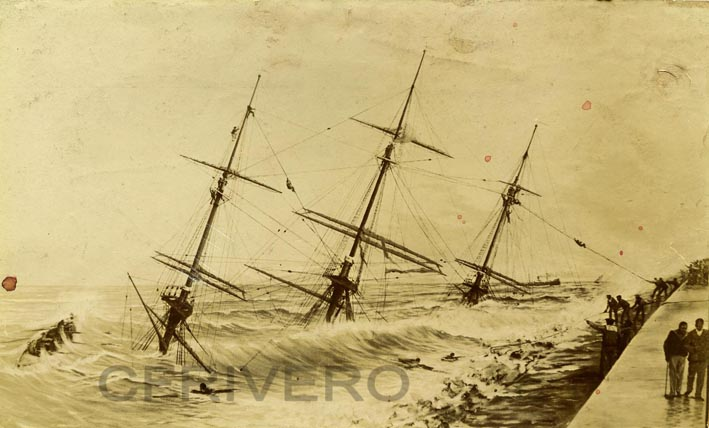
Anónimo. Naufragio de la fragata alemana SMS Gneisenau junto al puerto de Málaga. Gelatinobromuro. año 1900.

En el puente hay una placa en la que puede leerse:

Alemania donó a Málaga este puente agradecida al heroico auxilio que la ciudad prestó a los náufragos de la fragata de guerra Gneisenau.

Los marineros fueron enterrados en el Cementerio inglés de Málaga. Los nombres de los marineros fallecidos aparecen junto a un trozo de madera del barco.
Uno de los supervivientes sería el padre del compositor malagueño Emilio Lehmberg Ruiz.

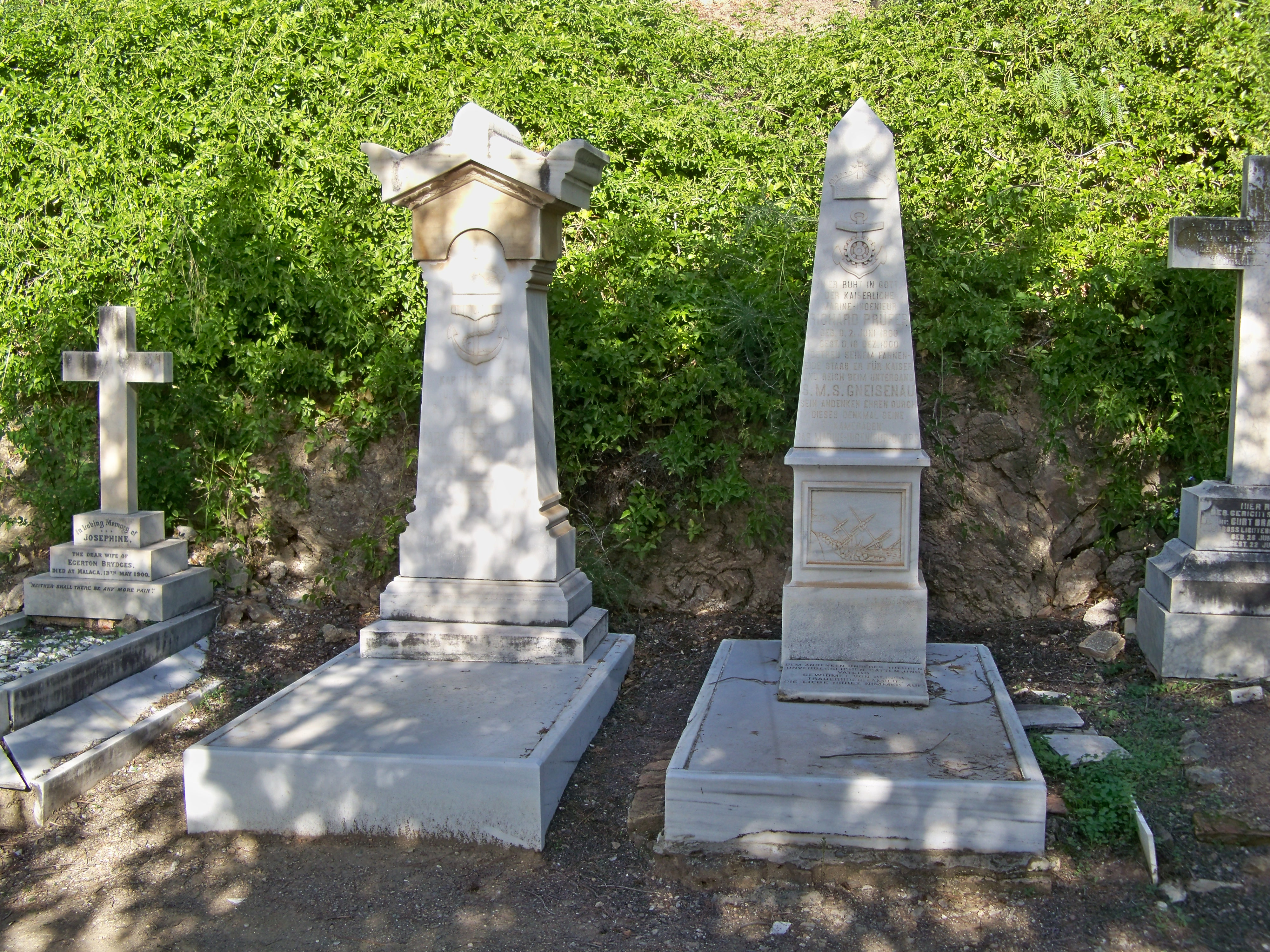
Tumbas del comandante Kretschmann (izquierda) y del jefe de máquinas Richard Prufer (derecha), tripulantes ambos del SMS Gneisenau, en el cementerio inglés de Málaga

## Buques gemelos
- Buque escuela SMS Bismarck
- Buque escuela SMS Blücher
- Buque escuela SMS Stosch
- Buque escuela SMS Stein
- Buque escuela SMS Moltke